# John Macleod Campbell Crum
John Macleod Campbell Crum (* 12. Oktober 1872 in Mere Old Hall, England; † 19. Dezember 1958 in Farnham (Surrey)) war ein anglikanischer Theologe und Liederdichter.

## Leben und Werk
1900 wurde Crum zum Priester geweiht. Nach mehreren kürzeren Stationen war er von 1913 bis 1928 Pfarrer in Farnham und anschließend bis 1943 Kapitular (Canon) an der Kathedrale von Canterbury. Seine geistlichen Lieder entstanden vorwiegend für Sonntagsschulkinder. In Deutschland ist Crum durch das von Jürgen Henkys übertragene Lied Now the Green Blade Rises (Korn, das in die Erde, EG 98) bekannt.